# Хенкельс, Джефф
Джефф Хе́нкельс (люкс. Jeff Henckels; 30 августа 1984) — люксембургский стрелок из лука. Участник Олимпийских игр 2004, 2012 и 2020 годов.

## Спортивная биография
В 2004 году Хенкельс дебютировал на летних Олимпийских играх 2004 года. В квалификации индивидуальных соревнований Джефф набрал 623 очка и занял 55-е место, благодаря чему в первом раунде соперником люксембургского стрелка стал спортсмен из Тайваня Чэнь Шиюань. В достаточно упорной борьбе Хенкельс всё-таки уступил 132:136 и выбыл из соревнований.
2011 год на данный момент стал самым успешным в карьере Хенкельса. В июле на чемпионате мира по стрельбе из лука в итальянском Турине Джефф сумел дойти до четвертьфинала индивидуального первенства. Этот результат принёс сборной Люксембурга олимпийскую лицензию для участия в летних Олимпийских играх 2012 года в Лондоне. По итогам августа 2011 Хенкельс поднялся на самую высокую для себя позицию в мировом рейтинге (18 место).